# Castromil
Castromil é uma aldeia situada na freguesia de Sobreira, município de Paredes, com uma área de 0,14 Km2 e 242 habitantes. É conhecida pelas suas minas de ouro que já foram exploradas pelos romanos e mais tarde pelas populações locais. São muito reputados os Viveiros de Castromil que durante anos sustentaram a economia da zona. As muito importantes minas são do metal ouro que não é atualmente explorado pois a sua exploração só seria rentável através do sistema "Céu aberto" mas isso seria catastrófico para o micro-clima da região.[carece de fontes?]
O acesso ao lugar de Castromil é simples, podendo ser feito de automóvel ou de comboio, já que a linha do Douro passa perto da aldeia.[carece de fontes?]
1. ↑  «Censos 2021». Consultado em 23 de agosto de 2023